# Eiko Shishii
Eiko Shishii is een shorttracker en langebaanschaatsster uit Japan.
In 1985 en 1987 werd Shishii wereldkampioene shorttrack.
Op de Olympische Winterspelen in 1988 won Shishii de 3000 meter, maar omdat het dat jaar een demonstratiesport was, kreeg ze geen medaille.
In maart 1985 reed Shishii het wereldrecord op de 500 meter shorttrack, dat tot april 1986 bleef staan.
In april 1987 reed ze het wereldrecord op de 1500 meter shorttrack, dat tot februari 1988 bleef staan.
Op de Japanse kampioenschappen schaatsen allround in 1985 werd Shishii derde.

## Records
| Afstand    | Tijd    | Datum            | Baan     |
| ---------- | ------- | ---------------- | -------- |
| 500 meter  | 44,34   | 18 december 1987 | Asama    |
| 1000 meter | 1.32,29 | 13 februari 1985 | Mizunami |
| 1500 meter | 2.15,56 | 19 december 1987 | Asama    |
| 3000 meter | 4.40,97 | 8 februari 1983  | Asama    |
| 5000 meter | 8.06,36 | 10 januari 1985  | Asama    |

Zie
1976: Celeste Chlapaty · 
1977: Brenda Webster · 
1978: Sarah Docter · 
1979: Sylvie Daigle · 
1980: Miyoshi Kato · 
1981: Miyoshi Kato · 
1982: Maryse Perreault · 
1983: Sylvie Daigle · 
1984: Mariko Kinoshita · 
1985: Eiko Shishii · 
1986: Bonnie Blair · 
1987: Eiko Shishii · 
1988: Sylvie Daigle · 
1989: Sylvie Daigle · 
1990: Sylvie Daigle · 
1991: Nathalie Lambert · 
1992: Kim So-hee · 
1993: Nathalie Lambert · 
1994: Nathalie Lambert · 
1995: Chun Lee-kyung · 
1996: Chun Lee-kyung · 
1997: Chun Lee-kyung/Yang Yang (A) · 
1998: Yang Yang (A) · 
1999: Yang Yang (A) · 
2000: Yang Yang (A) · 
2001: Yang Yang (A) · 
2002: Yang Yang (A) · 
2003: Choi Eun-kyung · 
2004: Choi Eun-kyung · 
2005: Jin Sun-yu · 
2006: Jin Sun-yu · 
2007: Jin Sun-yu · 
2008: Wang Meng · 
2009: Wang Meng · 
2010: Park Seung-hi · 
2011: Cho Ha-ri · 
2012: Li Jianrou · 
2013: Wang Meng · 
2014: Shim Suk-hee · 
2015: Choi Min-jeong · 
2016: Choi Min-jeong · 
2017: Elise Christie ·
2018: Choi Min-jeong ·
2019: Suzanne Schulting ·
2021: Suzanne Schulting ·
2022: Choi Min-jeong